# Långvik, Möja socken
Långvik är en tidigare småort i Värmdö kommun. Orten ligger på nordöstra delen av Möja. Vid 2015 års småortsavgränsning hade folkmängden i området minskat till under 50 personer och småorten upplöstes.